# 朱有炥
宜陽康簡王朱有炥（？—1470年），明朝周定王朱橚的庶第九子。他在洪武三十五年（1402年）受封宜陽王，在成化六年（1470年）去世，諡號康簡。由於他無子，因此明朝宜陽國撤除。
| 無 原因：明政府封之 | 明宜陽國國王 1402年 - 1470年 | 無 原因：無子，封國廢除 |